# U.S. Bank Grand Prix of Cleveland 2004
U.S. Bank Cleveland Grand Prix 2004 var den femte deltävlingen i Champ Car 2004. Racet kördes den 3 juli på Burke Lakefront Airport i centrala Cleveland. Sébastien Bourdais fortsatte att vinna, och tog sin tredje vinst på bara fem tävlingar. Stallkamraten Bruno Junqueira tog sin fjärde andraplats för säsongen, vilket gav honom en fortsatt mästerskapsledning. Alex Tagliani slutade trea, med Oriol Servià på fjärde plats.

## Slutresultat
| Plats | Förare              | Team                | Grid | Kvaltid  |
| ----- | ------------------- | ------------------- | ---- | -------- |
| 1     | Sébastien Bourdais  | Newman/Haas Racing  | 3    | 58,034   |
| 2     | Bruno Junqueira     | Newman/Haas Racing  | 6    | 58,226   |
| 3     | Alex Tagliani       | Rocketsports Racing | 5    | 58,156   |
| 4     | Oriol Servià        | Dale Coyne Racing   | 13   | 59,140   |
| 5     | Jimmy Vasser        | PKV Racing          | 10   | 58,539   |
| 6     | A.J. Allmendinger   | RuSPORT             | 9    | 58,529   |
| 7     | Roberto González    | PKV Racing          | 14   | 59,263   |
| 8     | Mario Domínguez     | Herdez Competition  | 11   | 58,771   |
| 9     | Rodolfo Lavín       | Forsythe Racing     | 15   | 59,360   |
| 10    | Nelson Philippe     | Rocketsports Racing | 16   | 59,585   |
| 11    | Ryan Hunter-Reay    | Herdez Competition  | 9    | 58,529   |
| 12    | Gastón Mazzacane    | Dale Coyne Racing   | 18   | 1.00,217 |
| 13    | Alex Sperafico      | Conquest Racing     | 17   | 1.00,186 |
| 14    | Mario Haberfeld     | Walker Racing       | 12   | 58,779   |
| 15    | Michel Jourdain Jr. | RuSPORT             | 8    | 58,442   |
| 16    | Patrick Carpentier  | Forsythe Racing     | 7    | 58,353   |
| 17    | Paul Tracy          | Forsythe Racing     | 1    | 57,546   |
| 18    | Justin Wilson       | Conquest Racing     | 2    | 57,954   |